# Los Angeles Dodgers
Los Angeles Dodgers este un club american de baseball profesionist din Los Angeles, California care evoluează în prezent în Major League Baseball(MLB), în National League (NL), Divizia de Vest.
Fondată în 1883 în Brooklyn, New York, echipa s-a alăturat NL în 1890 ca Brooklyn Bridegrooms și a folosit alte nume înainte de a se stabili ca Brooklyn Dodgers în 1932. Din anii 1940 până la mijlocul anilor 1950, Dodgers a dezvoltat o rivalitate acerbă cu New York Yankees, în timp ce cele două cluburi s-au confruntat de șapte ori în finala campionatului (World Series), Dodgers pierzând primele cinci confruntări înainte de a-i învinge pe rivali și a câștiga primul titlu al francizei în 1955.
După 68 de sezoane în Brooklyn, proprietarul și președintele Dodgers, Walter O'Malley⁠(d), a mutat franciza la Los Angeles înainte de sezonul 1958. Echipa a jucat primele patru sezoane la Los Angeles Memorial Coliseum înainte de a se muta la casa lor actuală, Dodger Stadium, în 1962.

## Legături externe
- Materiale media legate de Los Angeles Dodgers la Wikimedia Commons
- MLB.com
- Los Angeles Dodgers Baseball Reference.com
- "The 1960s Dodgers: Two Parts Patience, One Part Creative Insanity" by Steve Treder, November 10, 2004. Article on the 1960s Los Angeles Dodgers in The Hardball Times.